# Вулиця В'ячеслава Чорновола (Опішня)
Вулиця В'ячеслава Чорновола — одна з вулиць селища Опішня.

## Розміщення
Вулиця Партизанська починається від вулиці Заливчого на відстані близько 580 метрів від центральної площі і йде у північному напрямку до межі населеного пункту, переходячи в дорогу до Глинського. В кінці селища вулиця розмежовує Опішню (права, парна сторона) та Малі Будища (ліва, непарна сторона). Протяжність вулиці близько 3100 метрів. 

## Відомі будівлі
| № 2         | Будинок Кричевського-Лебіщака — гончарний навчально-показовий пункт, побудований 1916 року за проектом архітектора Василя Кричевського та технолога-кераміста Юрія Лебіщака; нині — музей мистецької родини Кричевських. На фасаді будівлі розміщено «Стіну гончарної слави» — меморіальні дошки видатним діячам культури, чия діяльність пов'язана з Опішнею. |
| № 21        | Державна спеціалізована художня школа-інтернат І-ІІІ ступенів «Колегіум мистецтв у Опішні» імені Василя Кричевського. |
| № 102       | Національний музей-заповідник українського гончарства в Опішному,Інститут керамології — відділення Інституту народознавства НАН України. |
| № 150,№ 152 | Цех № 2 заводу «Художній керамік», приватне підприємство «Гончарний круг» |

## Перейменування
Згідно з висновком Українського інституту національної пам'яті вулиця Партизанська була названа на честь червоних партизан, які встановлювали в цих місцях радянську владу, і підлягала перейменуванню в процесі декомунізації. Оскільки місцева влада не затвердила нову назву у встановлений термін, 20 травня 2016 року розпорядженням голови обласної держадміністрації вулиці було дано назву «вулиця Василя Кричевського». Однак після цього селищна рада своїм рішенням повернула вулиці назву «Партизанська», що є незаконним з точки зору облдержадміністрації.
З грудня 2016 року справу розглядав Полтавський окружний адміністративний суд і 23 березня 2017 року ухвалив рішення залишити вулиці назву «Партизанська». Харківський апеляційний адміністративний суд 23 травня 2017 року залишив це рішення в силі. Вищий адміністративний суд України 19 червня 2017 відмовив у відкритті касаційного провадження.

## Галерея

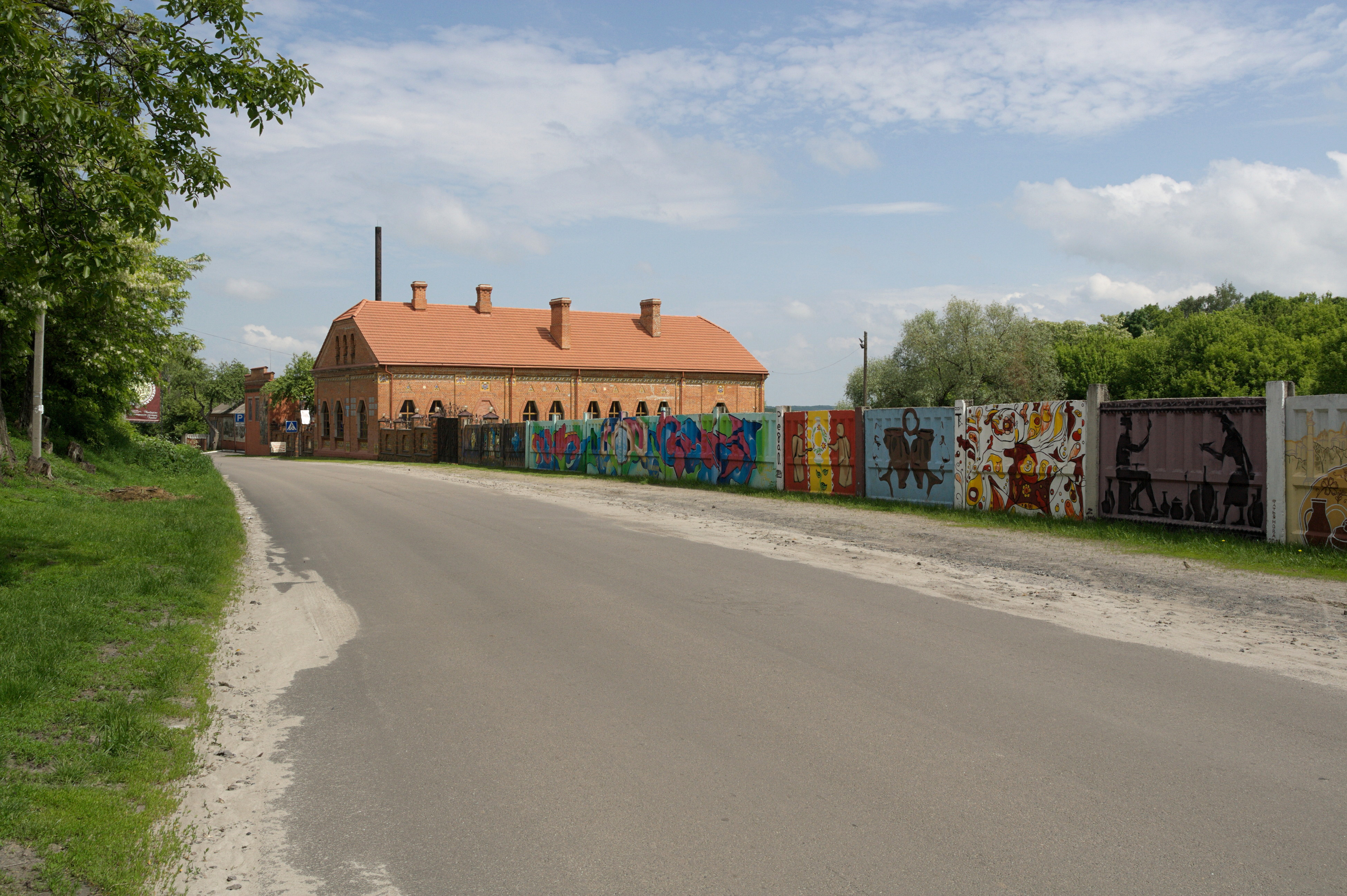
Початок вулиці
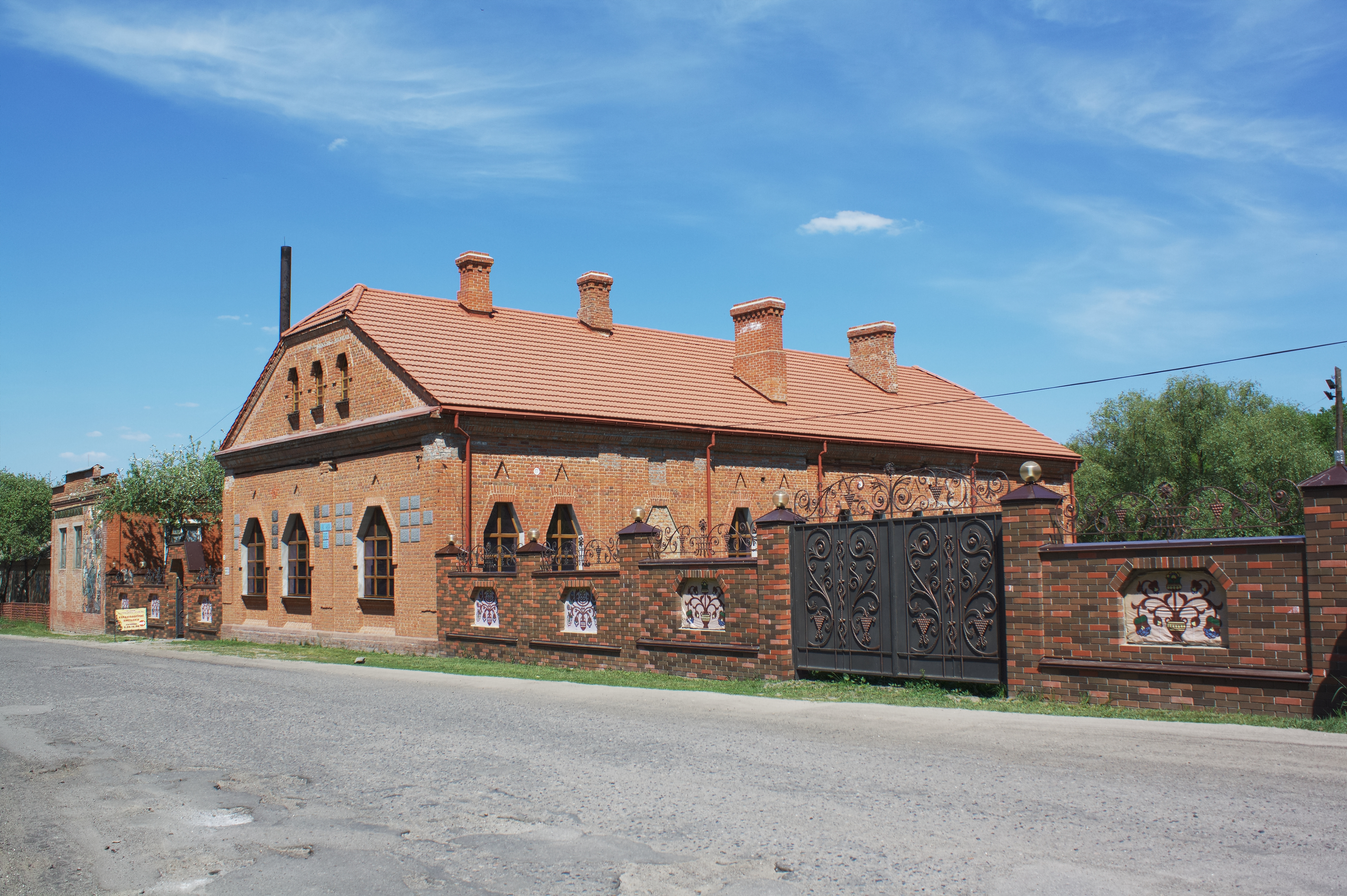
Будинок Кричевського-Лебіщакавул. Партизанська, 2
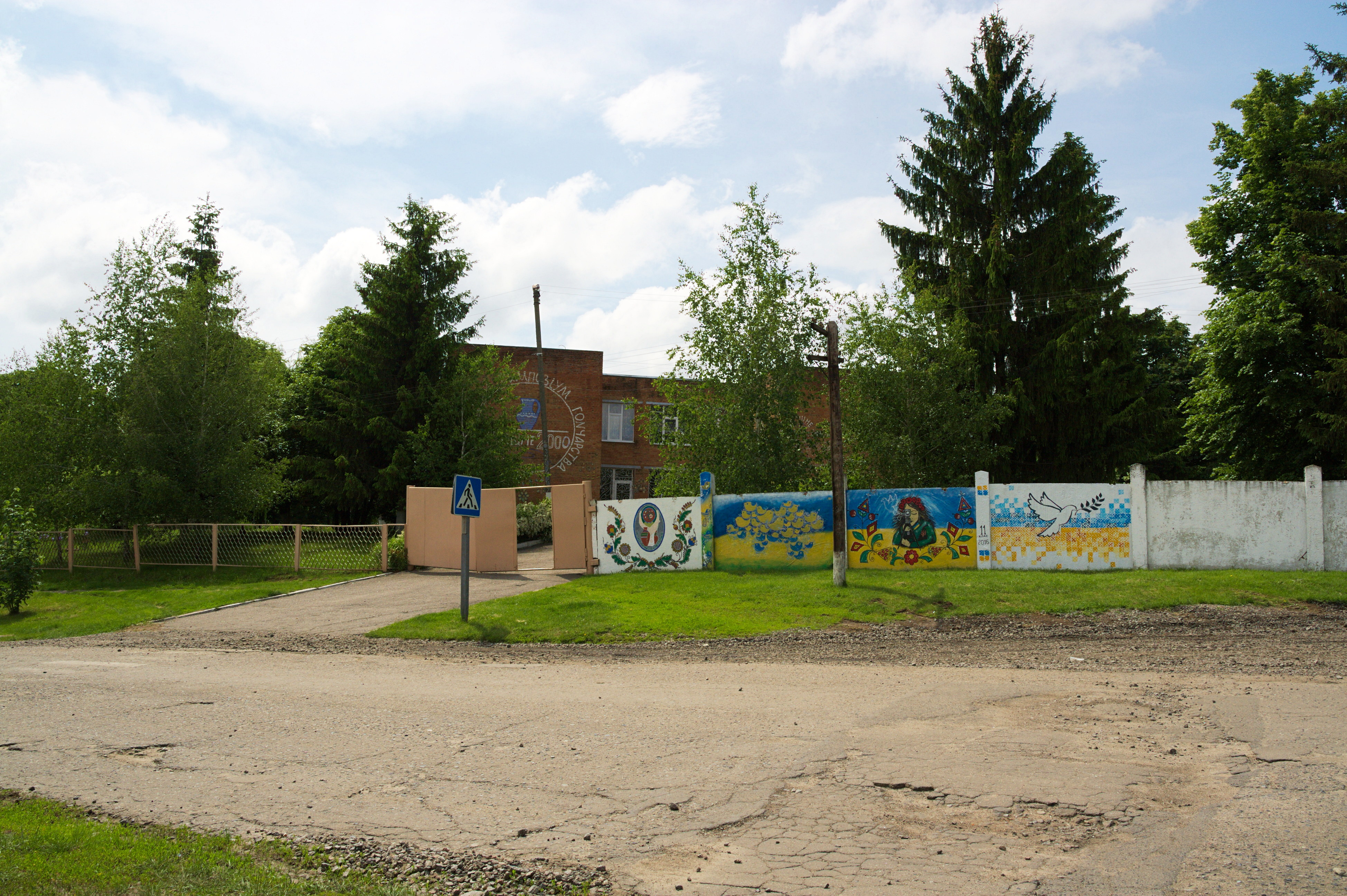
Колегіум мистецтввул. Партизанська, 21
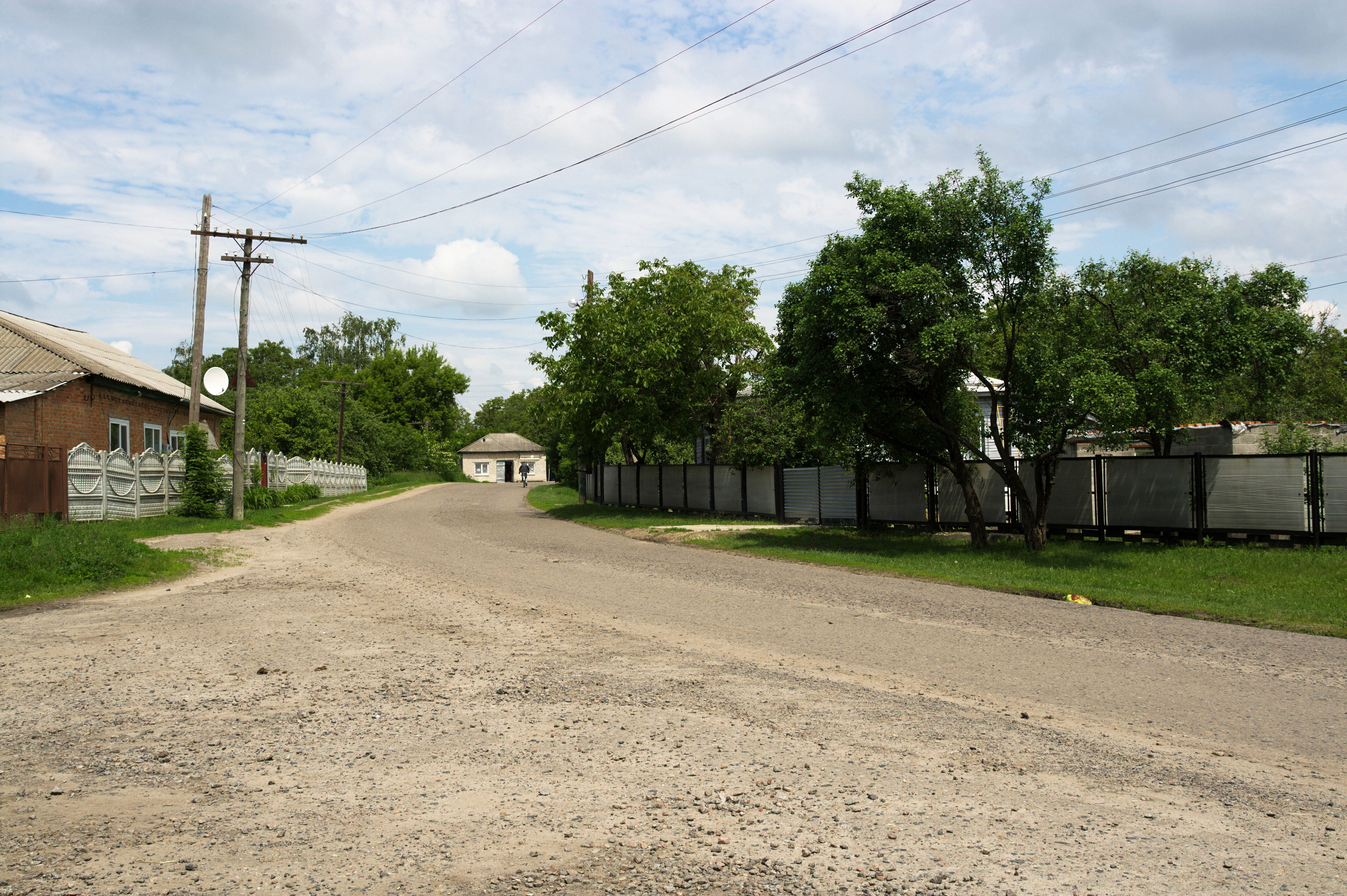
Вигляд від Колегіуму в бік росту номерів будинків
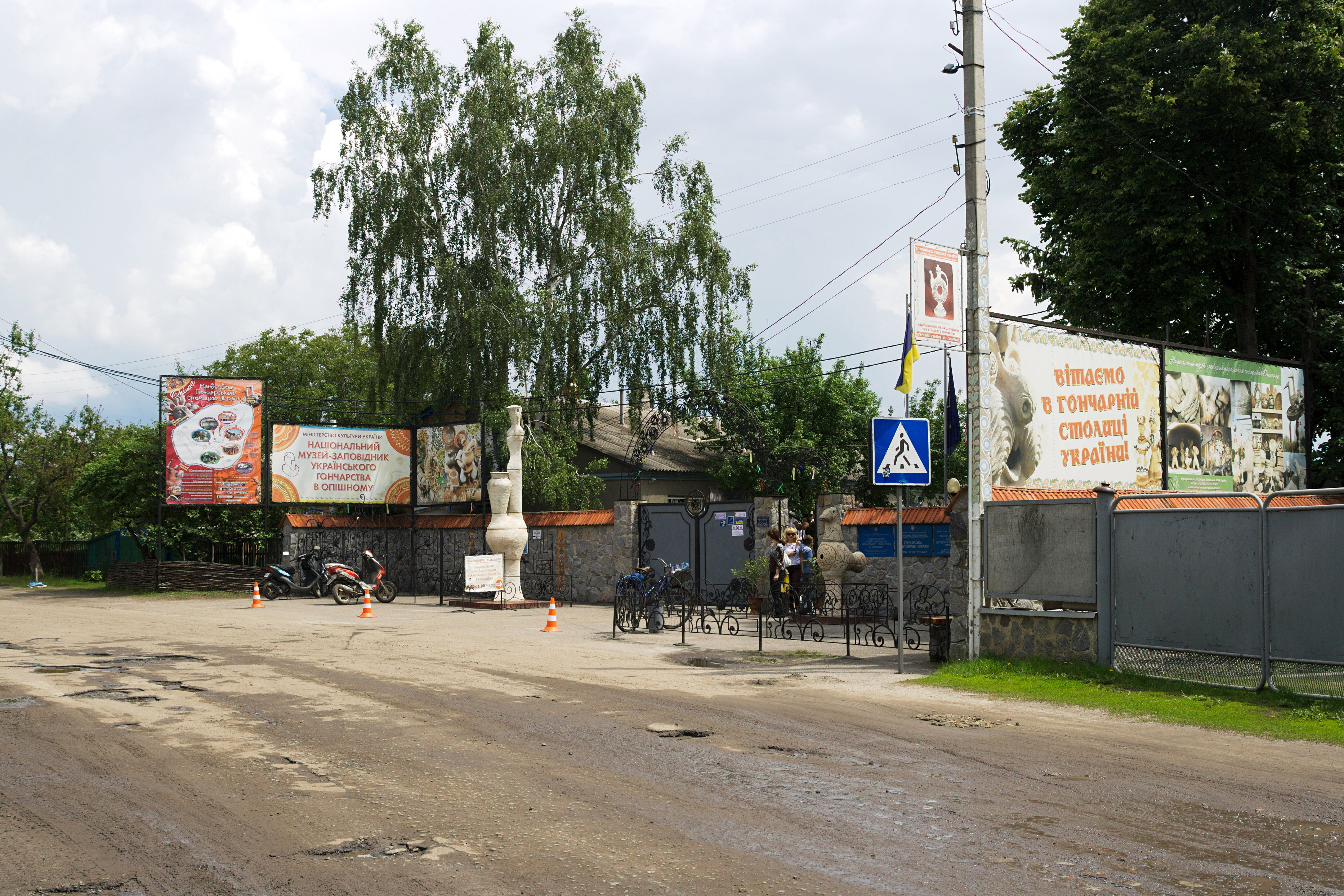
Національний музей-заповідник українського гончарствавул. Партизанська, 102